# Vid levande källan jag vilar så nöjd
Vid levande källan jag vilar så nöjd är en psalm med text skriven 1892 av Emil Gustafsson och musiken är svensk. Texten är hämtad från Psaltaren 1:3 och Johannesevangeliet 7:38.

## Publicerad i
- Segertoner 1988 som nr 556 under rubriken "Att leva av tro - Förtröstan - trygghet".[1]